# Дитинство Ісуса
Згідно з Євангелієм від Луки та Матвія, Ісус провів своє дитинство в місті Назарет у Галілеї. Чоловік Марії — Йосип, з'являється в описах дитинства Ісуса, але немає ніяких згадок про нього надалі. Книги Нового Завіту від Матвія, Марка та Послання до галатів згадують братів і сестер Ісуса, але грецьке слово «adelphos» з первинного тексту може також перекладатися як «родич», тобто не лише як «брат». Євангеліє від Марка у розділі 6:3, написана на грецькому койне, називає Ісуса сина τέκτων (тектон), що як правило, розуміється як «тесляр». Про це говорить і Євангеліє від Матвія у 13:55, що він був сином теслі (τέκτων). Хоча традиційно «τέκτων» перекладається як «тесляр», проте воно має досить загальне значення (від того ж слова походить — «технологія»), і яке може охоплювати створення об'єктів з різних матеріалів, і в тому числі будівельних. Крім перекладу Нового Завіту, асоціація Ісуса з деревообробкою пов'язана і з традиціями першого і другого століть. Юстин Мученик († бл. 165) писав, що Ісус робив ярма і плуги.